# Messier 56
Messier 56 (również M56, NGC 6779) – gromada kulista w gwiazdozbiorze Lutni. Została odkryta 23 stycznia 1779 roku przez Charles’a Messiera, który opisał ją jako „mgławicę bez gwiazd”. Jako gromadę gwiazd po raz pierwszy opisał ją William Herschel około 1784 roku.
M56 znajduje się w odległości ok. 32,9 tys. lat świetlnych od Ziemi i przybliża się z prędkością 145 km/s. Średnica gromady wynosi ok. 85 lat świetlnych.
Najjaśniejsze gwiazdy gromady mają jasność obserwowaną ok. 13m. M56 należy do typu widmowego F5. Do tej pory odkryto około tuzina gwiazd zmiennych należących do M56.
Gromada M56 znajduje się w połowie odległości między gwiazdami Albireo i γ Lyrae.